# Химический ракетный двигатель
Хими́ческий раке́тный дви́гатель (ХРД) — ракетный двигатель, работающий на химическом топливе.
На конец второго десятилетия XXI века все, без исключения, ракетные двигатели, применяемые в ракетах военного назначения, и все, без исключения, двигатели ракет-носителей космических аппаратов — химические.

## Конструкция
В камере сгорания (КС) ХРД потенциальная (химическая) энергия топлива преобразуется в тепловую энергию в результате экзотермической реакции. Топливо, как правило, состоит из двух компонентов — горючего и окислителя. Кроме того, существуют технические реализации ХРД, использующие как однокомпонентные, так многокомпонентные топлива. Компоненты топлива подбираются так, чтобы:
1. продукты реакции были газообразными;
2. продукты реакции были низкомолекулярными.

Требование к низкому молекулярному весу продуктов следует из формулы импульса  {\displaystyle mv=const}. При прочих равных условиях (масса топлива, количество выделяемой энергии), чем ниже молекулярный вес продуктов реакции {\displaystyle m}, тем больше скорость теплового движения молекул {\displaystyle v}. Следовательно, тем больше достижимая скорость истечения реактивной струи.
Из КС продукты реакции (выхлопной газ) направляются в профилированный канал — реактивное сопло. В сопле ХРД газ адиабатически расширяется. Давление и температура газа падают с нарастанием объёма по адиабатическому закону. В результате расширения газ приобретает высокую скорость истечения из сопла. Таким образом, ХРД преобразует часть химической энергии топлива в кинетическую энергию газовой струи.
Импульс газовой струи направлен по направлению истечения газов. Согласно закону сохранения импульса, векторная сумма импульсов газа и ракеты равна нулю. Другими словами, при истечении газа из сопла, реактивная струя и ракета получают одинаковые по модулю, но противоположенные по направлению импульсы. Фактически это проявляется как возникновение реактивной тяги, развиваемой ХРД.

## Классификация ХРД

### По агрегатному состоянию топлива

#### Жидкостный ракетный двигатель
Распространенная аббревиатура: ЖРД
Особенности: Компоненты топлива хранятся в баках, вне камеры сгорания ХРД, находятся в жидком агрегатном состоянии. Они подаются в камеру сгорания через форсунки под давлением. Давление жидких компонентов создаётся либо с помощью турбонасосного агрегата, либо за счёт вытеснительной подачи, за счёт повышенного давления в баках. Как правило, компоненты топлива самовоспламеняются при смешивании в КС. Иногда первые ступени ракет-носителей требуют принудительного воспламенения.
Пример: РД-170.
Описание: Этот тип получил широкое распространение на баллистических ракетах, ракетах-носителей для вывода космических аппаратов в космос. Жидкостные ракетные двигатели допускают регулирование тяги в широких пределах и многократное включение и выключение. Время для приведения ракеты из состояния хранения в предпусковое состояние значительно (может достигать десятков часов).
Удельный импульс ЖРД (в вакууме): достигает 3308 м/c (РД-170).
Удельная тяга (весовая): до 337,2 с (РД-170).
Диапазон тяг:
- От нескольких десятков ньютонов. Пример: двигатель ориентации С5.79 тягой 122,6 Н, входящий в состав Объединённой двигательной установки (ОДУ). ОДУ впервые была разработана для орбитальной станции «Мир», дальнейшее распространение получила на МКС[1].
- До нескольких меганьютонов. Пример: самый мощный в мире (на момент написания статьи — апрель 2017 г.) РД-170 обладает тягой на уровне моря около 7,26 МН.

#### Твердотопливный ракетный двигатель
Распространенная аббревиатура: РДТТ (ракетный двигатель твердого топлива).
Особенности: Компоненты топлива хранятся в КС.
Пример: Р-30.
Описание: Этот тип двигателей обладает такими важными достоинствами, как простота и надёжность. РДТТ обладает малым временем для перевода из состояния хранения в предпусковое состояние. Как правило, компоненты топлива представляют собой спрессованную смесь топлива и окислителя. Для запуска двигателя требуется внешний источник пламени. После запуска такой двигатель работает до полной выработки топлива, многократный запуск невозможен. Конструктивная простота и дешевизна обусловила широкое применение РДТТ в ракетомоделизме. Обладает ограниченными возможностями по регулированию величины тяги. Управление направлением вектора тяги может осуществляется газовыми рулями или поворотным реактивным соплом.
Характерное время работы:
- От несколько секунд для неуправляемых боевых ракет и ракетомодельных двигателей.
- До 122 с для бокового ускорителя МТКК «Спейс шаттл»[2]

Удельная тяга (весовая): до 269 с для бокового ускорителя МТКК «Спейс шаттл» (в вакууме).
Диапазон тяг:
- От нескольких ньютонов для ракетных модельных двигателей.
- До приблизительно 12,45 МН для бокового ускорителя МТКК «Спейс шаттл» (на уровне моря)[4].

#### Гибридный ракетный двигатель
Описание: Один из компонентов находится в твёрдом состоянии и хранится в КС, оставшиеся компоненты подаются аналогично жидкостному двигателю. Позволяет совместить конструктивную простоту РДТТ с полезными свойствами ЖРД (управление величиной тяги, многократный запуск). Этот тип не получил широкого распространения.
Пример: Суборбитальный самолёт «SpaceShipOne» использует гибридный двигатель на полибутадиене и диоксиде азота.

### По количеству компонентов

#### Однокомпонентные (монотопливные)
К ХРД не могут быть отнесены однокомпонентные газовые двигатели, использующие в качестве рабочего тела энергию сжатого газа.
Однако, существуют  технические реализации однокомпонентных двигателей, где химическая энергия высвобождается за счёт экзотермической реакции каталитического разложения топлива в камере сгорания. 
Например, при каталитическом разложении перекиси водорода образуется смесь горячего водяного пара и кислорода. Другой пример однокомпонентного топлива — гидразин.
Пример: двигатели ориентации спутника связи «Skynet-2».

#### Двухкомпонентные
Большинство технических реализаций ХРД относится именно к этому типу. Топливо состоит из горючего и окислителя.

#### Трёх- и более компонентные
По сути, этот тип является модификацией предыдущего. К топливу добавляется дополнительный компонент (компоненты), служащие:
- либо для воспламенения основных компонентов (в том случае, если они самостоятельно не воспламеняются при контакте) — так называемое пусковое топливо для ЖРД
- либо служат для повышения температуры горения
- либо для повышения удельного импульса. Пример: стартовый ускоритель системы «Спейс Шаттл».

Для РДТТ в состав смеси часто вносят какое-либо связующее вещество, обычно полимерное, для получения твёрдой топливной шашки, пригодной к длительному хранению и не разрушающейся механически при горении.

## История
Первые пороховые ракеты были изобретены в Китае. Точная дата их изобретения неизвестна (первое письменное упоминание относится к XIII веку). Эти ракеты были твердотопливными.
В Средние века ракеты применялись в основном для развлечений, для устройства фейерверков. На Западе военное ракетостроение развивалось с начала XIX века (ракеты Конгрива), в результате захвата в конце XVIII века Англией технологий майсурских ракет, однако с середины XIX века, в результате развития нарезной артиллерии, вышедшей вперёд по эффективности, оно находилось в упадке до XX века. Интерес к ракетам начал расти в 1920-е — 1930-е годы, поскольку стало ясно, что ракетный принцип движения является единственным для осуществления самостоятельного, управляемого полёта в безвоздушном пространстве.
Обладая сравнительно невысоким удельным импульсом (в сравнении с электрическими, ионными, плазменными ракетными двигателями), химические ракетные двигатели развивают бо́льшую тягу, что важно при создании средств выведения полезной нагрузки на космическую орбиту, или для осуществления не слишком дальних межпланетных полётов за относительно короткое время.
По состоянию на середину 2010-х годов все создающие основную тягу ракетные двигатели, применяемые в ракетах военного назначения и ракетах-носителях космических аппаратов, являются химическими. Исключение составляют различные корректирующие двигатели и двигатели ориентации. При этом в химических двигателях уже достигнут принципиальный предел энергетических возможностей топлива. Даже теоретически нет возможности существенного увеличения их удельного импульса, что связано с принципиальным ограничением температуры продуктов горения в экзотермических химических реакциях, что ограничивает максимальную скорость истечения газов. Это накладывает ограничения на возможности ракетной техники с использованием химических двигателей уже освоенными двумя направлениями:
- космические полёты в околоземном пространстве (как пилотируемые, так и беспилотные);
- исследование космоса в пределах Солнечной системы с помощью автоматических аппаратов (например, космические аппараты серий «Венера» и «Марс», «Вояджер», «Галилео», «Кассини-Гюйгенс», «Улисс»).

Если кратковременная пилотируемая экспедиция к Марсу или Венере с использованием химических двигателей ещё представляется технически реализуемой, то для пилотируемых полётов путешествия к более далёким объектам Солнечной системы размеры необходимой для этого ракеты и длительность полёта трудно осуществимы с точки зрения современной науки и техники.